# Каменцкие анналы
Каменцкие анналы (лат. Annales Kamenzenses, пол. Rocznik Kamieneniecki) — грубая компиляция на основе утраченных древних Анналов краковского капитула (возможно, того же списка, что был изготовлен для Любинских анналов), к которым в качестве редакторской правки были присоединены пометки из Краковских компилятивных анналов и некоторых других источников. Название получили от монастыря из города Каменц (в н.в. деревня Камень-Слёнски в Опольском воеводстве в Польше). Сохранились в рукописи XIII в. Охватывают период с 967 по 1165 гг. Описывают события истории Польши с включением отдельных известий касающихся Германии, Венгрии, Чехии, Поморья, Руси и пр. Представляют интерес как один из самых ранних польских источников, в которых фигурирует сестра Мешко I Адельгейда, супруга венгерского князя Гезы.

## Издания
1. Annales Kamenzenses / ed. W. Arndt, R. Roepell // MGH. SS. 1866. T. XIX, p. 580—582.
2. Annales Kamenzenses / ed. W. Arndt, R. Roepell // Scriptores rerum Germanicarum in usum scholarum ex MGH recudi fecit. 1866, p. 6-9.
3. Rocznik Kamieneniecki / wydal A. Bielowski // MPH, T. 2. Lwow, 1872, p. 776—778.
4. Annales Sacri Romani Imperii=Roczniki Rzeszy=Annals of Holy Roman Empire // ed. and tr. by Walkowski Grzegorz Kazimierz, Bydgoszcz 2014, ISBN 978-83-930932-6-7, p.p. 424-427, 554-555

## Переводы на русский язык
- Каменцкие анналы в переводе А. С. Досаева на сайте Восточная литература